# Alsenkreuz
Das Alsenkreuz wurde am 7. Dezember 1864 von König Wilhelm I. von Preußen zur Erinnerung an die Eroberung der Insel Alsen durch preußische Truppen während des Deutsch-Dänischen Krieges gestiftet.
Die staatliche Auszeichnung ist ein aus Bronze gefertigtes Kreuz, das unter den Kreuzarmen von einem Lorbeerkranz unterlegt ist. Im Medaillon zeigt es das nach links gewandte Bildnis des Stifters mit der Umschrift WILHELM KOENIG VON PREUSSEN. Rückseitig im Medaillon die Darstellung des preußischen Adlers über einem auf dem Alsensund schwimmenden Boot. In den Kreuzarmen steht von oben nach unten ALSEN 29 JUN. 1864.
Kombattanten trugen den Orden, dessen Bandring durch eine breite gerillte Öse am Kreuz befestigt war, an einem blauen Band mit zwei orangefarbenen Streifen und einer schwarz-weißen Einfassung, Nichtkombattanten an einem orangefarbenen blaugestreiften Band mit einer schwarz-weißen Einfassung auf der linken Brust. Zudem wurde am 18. April 1865 ein spezielles Band mit schwarz, weiß und orangefarbener Einfassung für die in Reserve gestandenen Truppenteile gestiftet.
Für Nichtkombattanten, die dem Johanniterorden angehörten oder dienten, wurde ebenso am 18. April 1865 ein besonderes Kreuz aus geschwärztem Eisen, das am 30 mm breiten Band des Königlichen Hausordens von Hohenzollern getragen wurde, gefertigt.
| Ordensdekoration          | Ordensdekoration           | Ordensdekoration        |
| ------------------------- | -------------------------- | ----------------------- |
| - Vorderseite - Rückseite |                            |                         |
| Ordensband                |                            |                         |
| Band für Kombattanten     | Band für Nichtkombattanten | Band für Reservetruppen |